# Lysipomia brachysiphonia
Lysipomia brachysiphonia là loài thực vật có hoa trong họ Hoa chuông. Loài này được (Zahlbr.) E.Wimm. mô tả khoa học đầu tiên năm 1937.